# Royal Flush
Royal Flush — студійний альбом американського джазового трубача Дональда Берда, випущений у 1962 році лейблом Blue Note.

## Опис
Дональд Берд знаходився на піку свої кар'єри як провідний представник напрямку хард-боп на початку 1960-х років, записавши низку визначних сесій на лейблі Blue Note. Ця сесія Royal Flush була записана наприкінці 1961 року, на якій Берд співпрацює з баритон-саксофоністом Пеппером Адамсом, залучивши також басиста Бутча Воррена, ударника Біллі Хіггінса, а також молодого піаніста Гербі Генкока. Більшу частину альбому квінтет грає у стилі хард-боп, виконуючи блюзовий грув на «Hush» і поп-стандарт «I'm a Fool to Want You». Альбом також включає три оригінальні композиції Берда: «Jorgie's», «Shangri-La» і «6 M's», усі вони досить успішні, однак особливо виділяється серед них «Shangri-La». «Requiem» була написана Генкоком.

## Список композицій
1. «Hush» (Дональд Берд) — 6:24
2. «I'm A Fool To Want You» (Френк Сінатра, Джек Вульф, Джоел Геррон) — 6:15
3. «Jorgie's» (Дональд Берд) — 8:07
4. «Shangri-La» (Дональд Берд) — 6:37
5. «6 M's» (Дональд Берд) — 6:30
6. «Requiem» (Гербі Генкок) — 7:07

## Учасники запису
- Дональд Берд — труба
- Пеппер Адамс — баритон-саксофон
- Гербі Генкок — фортепіано
- Бутч Воррен — контрабас
- Біллі Хіггінс — ударні

Технічний персонал
- Альфред Лайон — продюсер
- Руді Ван Гелдер — інженер [запис]
- Френсіс Вульфф — фотографія
- Рід Майлз — дизайн [обкладинка]
- Леонард Фезер — текст